# Walenty Poznański
Walenty Poznański (ur. 3 lutego 1890 w Dolsku, zm. 10 sierpnia 1975 w Poznaniu) – żołnierz armii niemieckiej i wachmistrz kawalerii Wojska Polskiego II RP, uczestnik I wojny światowej i wojny polsko-bolszewickiej. Kawaler Orderu Virtuti Militari.

## Życiorys
Urodził się w rodzinie Leonarda i Agnieszki z Kubiaków. Absolwent szkoły powszechnej. Pracował następnie jako kowal w Śremie. Zmobilizowany w 1912 do armii niemieckiej. Zwolniony z niej w 1918. Od 19 maja 1919 żołnierz 1 szwadronu 2 pułku ułanów wielkopolskich z którym później brał udział w walkach wojny polsko-bolszewickiej. 
„Będąc kowalem szwadronu często jako ochotnik zgłaszał się do wykonania trudnych zadań bojowych. W trakcie walk z kawalerią bolszewicką pod Szczurowicami wraz z wachm. Bliskim zdobył km /.../ 3 VII pod Brodami, widząc że bolszewicy okrążają szwadron, z drugim ułanem rzucił się na nieprzyjaciela. Położywszy kilku bolszewików został sam cięty w głowę i jako ciężko ranny odesłany do szpitala”. Za te czyny został odznaczony Orderem Virtuti Militari.
Następnie krótko w składzie 17 pułku ułanów. W 1921 został zwolniony z wojska.
Pracował później jako ślusarz w zakładach kolejowych w Poznaniu aż do emerytury. Zmarł w Poznaniu, został pochowany na cmentarzu Junikowskim.

## Życie prywatne
Żonaty z Marią s d. Weichert. Mieli trzech synów: Edmunda (ur. 1925), Tadeusza (ur. 1931) i Zenona (ur. 1933).

## Ordery i odznaczenia
- Krzyż Srebrny Orderu Wojskowego Virtuti Militari nr 3404[1][2][3]